# Marcel Nguyen
Marcel Van Minh Phuc Long Nguyen, född 8 september 1987 i München, är en tysk idrottare som tävlar i artistisk gymnastik. Hans största meriter hittills är två silvermedaljer vid de olympiska sommarspelen 2012 i London.
Nguyen har en vietnamesisk far och en tysk mor. Han började med fyra års ålder med artistisk gymnastik och deltar sedan 2007 vid världsmästerskap och europamästerskap. 